# Lloyd Aéreo Boliviano
Lloyd Aéreo Boliviano, também conhecida como LAB Airlines, foi uma companhia aérea nacional da Bolívia, com sede em Cochabamba. Operava em rotas de passageiros e de carga com destinos nacionais e internacionais até ser extinta em 2007.

## Histórico
A empresa foi fundada em 15 de setembro de 1925 por Guillermo Kyllman. Seu primeiro avião foi um Junkers F-13, presenteado pela comunidade alemã na Bolívia. A empresa foi, nos anos 1990, incorporada à VASP Air Systems de Wagner Canhedo, cuja gestão deteriorou bastante a sua situação econômico-financeira.
A LAB operou seus voos ate o ano de 2007, quando detinha o monopolio estatal aéreo para as grandes rotas internacionais e regionais. Devido a problemas financeiros e ao crescimento de sua concorrente, a AeroSur, foi obrigada a encerrar suas atividades no ano de 2007. Suas aeronaves encontram-se abandonadas.
Em 2003, a banda boliviana Tupay compôs uma música em homenagem à empresa intitulada “LAB - Palabras Mayores”

## Frota

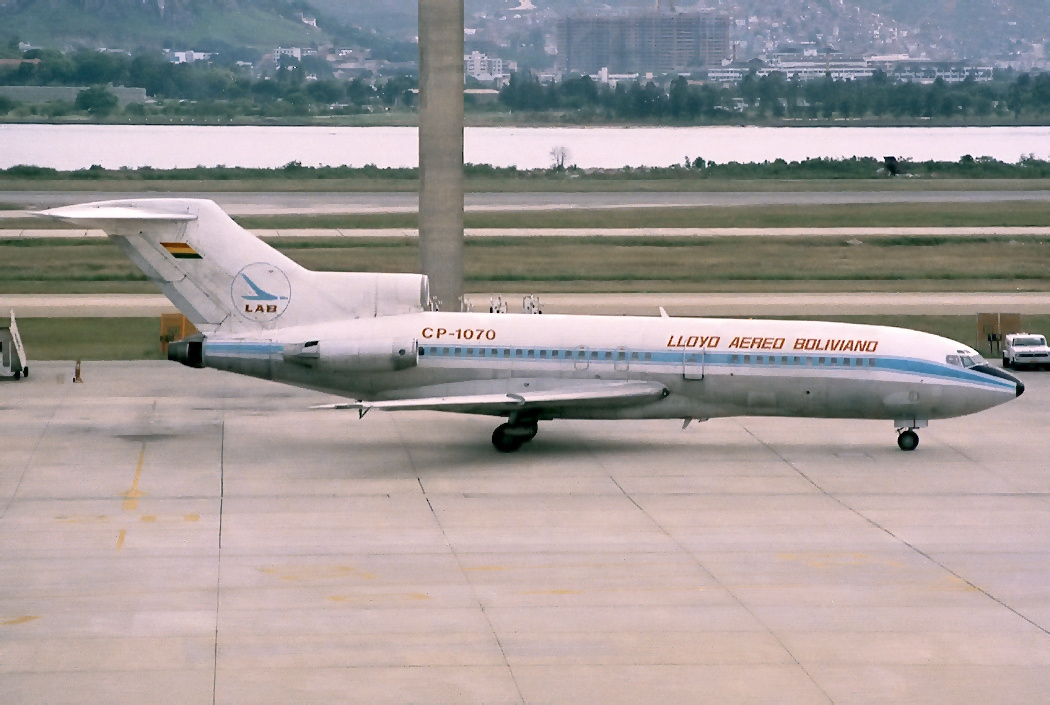
Boeing 727 da LAB ainda estatal.

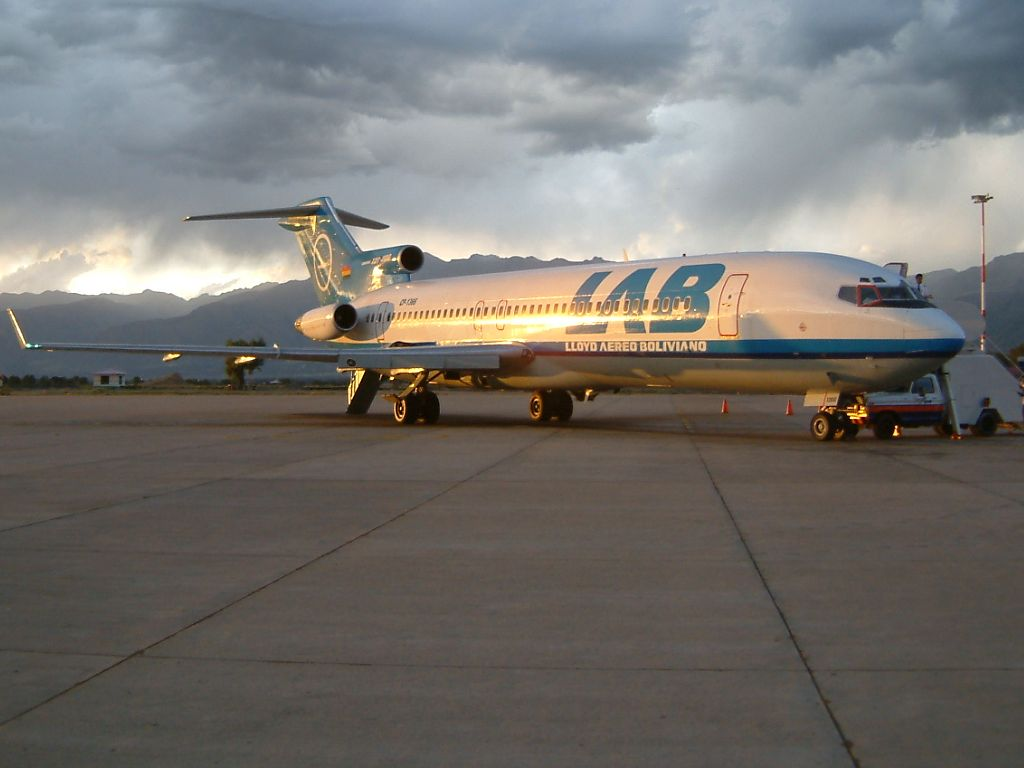
Boeing 727 da LAB como parte da VASP.

Sua frota era composta basicamente por Boeing 727. Possuía ainda um Fokker F-27, dois Boeing 737 e dois Boeing 767 para rotas internacionais.

## Ressurgimento
Em abril de 2012 os trabalhadores conseguem colocar a empresa em ordem e promover uma rápida reestruturação devido a convicção de que o LAB não estava em falência. Além da longa história da LAB, que dá força ao processo de recuperação da companhia aérea, o suporte de um patrimônio superior a US$ 650 milhões de dólares alavanca o LAB. Após a investigação de cinco anos, chega-se à conclusão que o LAB tem em seu favor a propriedade da áreas em 28 aeroportos no país, de acordo com o documento assinado em 1951 com o Estado boliviano, 27 aeroportos do país são reconhecidos como de benefício e propriedade do LAB.